# Muralla de Montemayor del Río
La muralla urbana de Montemayor del Río se encuentra en la localidad del mismo nombre, junto a la frontera con Cáceres, provincia de Salamanca.

## Historia
Esta villa y su castillo tuvieron por dueños, allá por 1220, al rey Sancho de Portugal y a su hijo Alfonso el gordo. Más tarde, hacia 1285, fue señor de la villa don Pedro, el hijo mayor de Alfonso X el Sabio. El conjunto actual parece haber sido construido en los siglos XIV y XV, probablemente por el infante don Pedro, o por su hijo don Sancho. Fue propiedad de la familia real hasta el año 1458, cuando fue donado por el príncipe Enrique (futuro Enrique IV) a Juan de Silva.

## Descripción
Se conserva un gran lienzo que parte de una de las torres y llega hasta la calle del Cubo, nombre que le da uno de los conservados, restos que pueden verse casi hasta la altura del comienzo de la Plaza Mayor. La obra de esta parte es de mampostería granítica levantada sobre las rocas del risco en el que se alzaría la zona amurallada.
- Datos: Q16609616